# Iulia Motoc

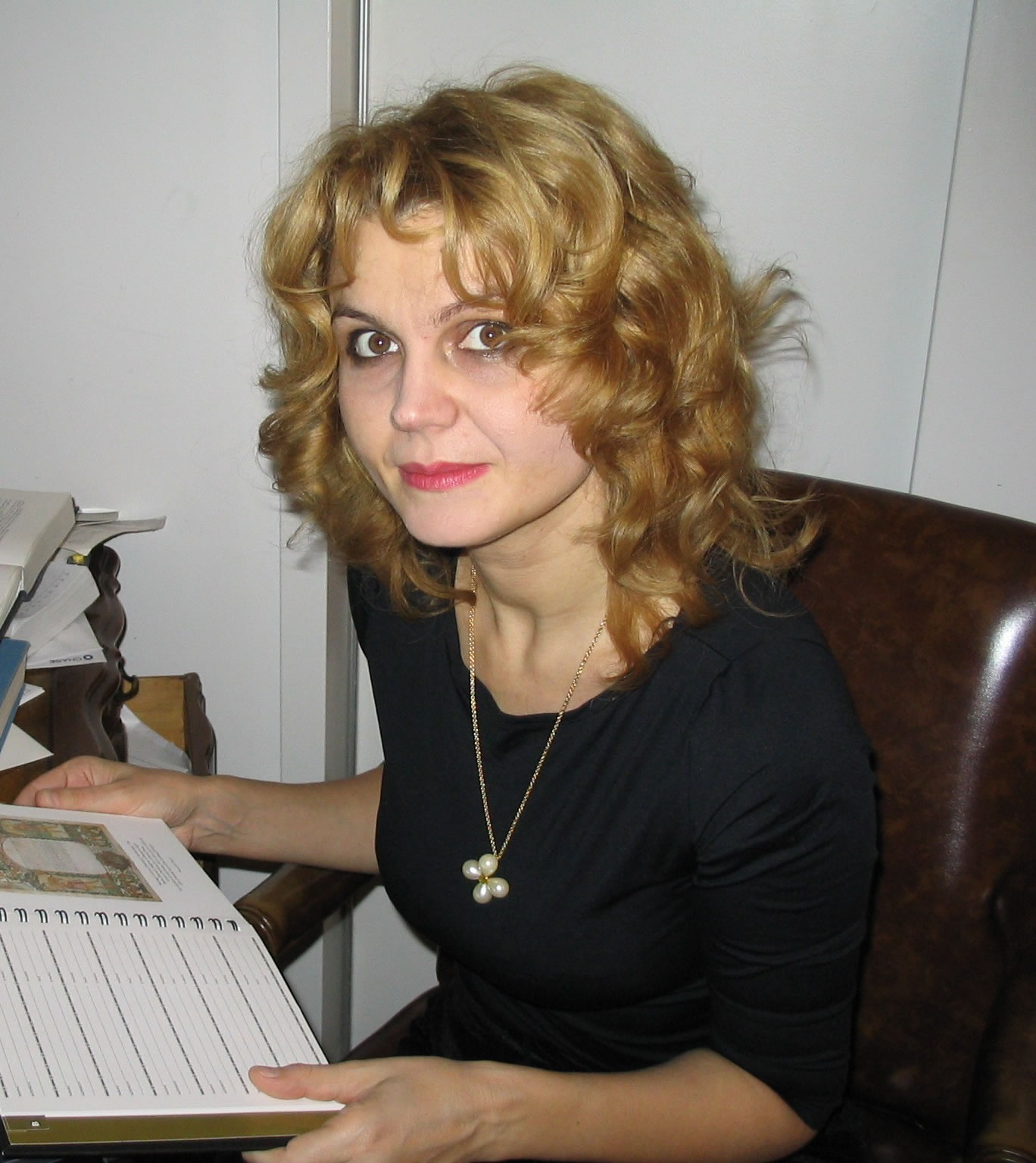
Iulia Motoc

Iulia Antoanella Motoc (* 20. August 1967 in Timișoara, Rumänien) ist eine rumänische Rechtswissenschaftlerin, Professorin an der Universität Bukarest und seit 2024 Richterin am Internationalen Strafgerichtshof. Zuvor war Motoc von 2013 bis 2023 Richterin am Europäischen Gerichtshof für Menschenrechte. 

## Leben
Nach ihrer Schulausbildung studierte Motoc Rechtswissenschaften an der Universität Bukarest. Nach einem Master-Abschluss in Rechtswissenschaften an der Universität Paul Cézanne Aix-Marseille III und promovierte dort zu einem völkerrechtlichen Thema. 
Am Jean Monnet-Institut der Universität Paris-Süd folgte die Habilitation, außerdem erwarb sie  den Titel eines Doktors der Philosophie am Institut für Philosophie der Universität Bukarest.  Motoc war Mitglied und Präsidentin der UN-Unterkommission für die Förderung und den Schutz der Menschenrechte. Sie war UN-Sonderberichterstatterin für die Menschenrechte in der Demokratischen Republik Kongo und  Sonderberichterstatterin der Vereinten Nationen für die jüngsten Menschenrechtsverletzungen. In dieser Funktion lenkte sie ein besonderes Augenmerk auf Gewalt gegen Frauen und Kinder. Sie fungiert weiterhin auch als Schiedsrichterin und Schlichterin im Internationalen Zentrum zur Beilegung von Investitionsstreitigkeiten. 
Sie ist Mitglied im Menschenrechtsausschuss der Vereinten Nationen. Zudem ist sie Professorin an der Universität Bukarest, wo sie Kurse über Völkerrecht, Menschenrechte und europäisches Recht hält. Sie unterrichtet als Gastdozentin an verschiedenen Universitäten, darunter an der NYU, Yale University, European University Institute, Florenz und der UN-Universität in Tokio.
2010 wurde sie als Richterin an das Verfassungsgericht von Rumänien berufen. Am 18. Dezember 2013 wurde sie zur Richterin am Europäischen Gerichtshof für Menschenrechte ernannt. 2023 wurde sie als Vertreterin Rumäniens nach Ende ihrer Amtszeit von Sebastian Rădulețu ersetzt.
Im Dezember 2023 wurde sie für eine Amtszeit von neun Jahren zur Richterin am Internationalen Strafgerichtshof gewählt, dieses Amt trat sie im März 2024 an.
Motoc ist mit dem ehemaligen rumänischen Botschafter bei der EU Mihnea Motoc verheiratet. Das Paar hat einen gemeinsamen Sohn.